# Onda Jerez TV
Onda Jerez TV es una televisión local pública española de la ciudad de Jerez de la Frontera. Tiene licencia de emisión en la demarcación de Jerez de la Frontera (Cádiz).

## Inicios
Las emisiones de Onda Jerez TV se iniciaron el martes 2 de mayo de 1989 a las 20 horas por el canal 32 del UHF, coincidiendo con el inicio de la Feria del Caballo.
En su primera emisión, el alcalde de Jerez Pedro Pacheco Herrera ofreció un mensaje institucional, seguido de los saludos de las televisiones de Roma y Gibraltar, además de un reportaje sobre la recién inaugurada feria. En principio, la programación de la cadena de televisión era de una hora diaria, salvo los domingos, que se prolongaba más tiempo debido a la emisión de películas.
La inversión inicial de la televisión fue de 100 millones de pesetas, una alta cantidad para la época. En su momento, esta televisión local fue uno de los compromisos electorales del Partido Andalucista para Jerez de la Frontera en el programa electoral de 1987. El proyecto fue impulsado por José Antonio Carmona Otero, quien, tras su experiencia en TVE, fue el primer Director de la televisión local en Jerez. Carmona desempeñó un importante papel en la promoción de las televisiones locales en España, siendo figura destacada en la Asociación Nacional de Televisiones Locales de España (Local Media TV) y en la Asociación Europea de Televisiones de Grandes Ciudades. 

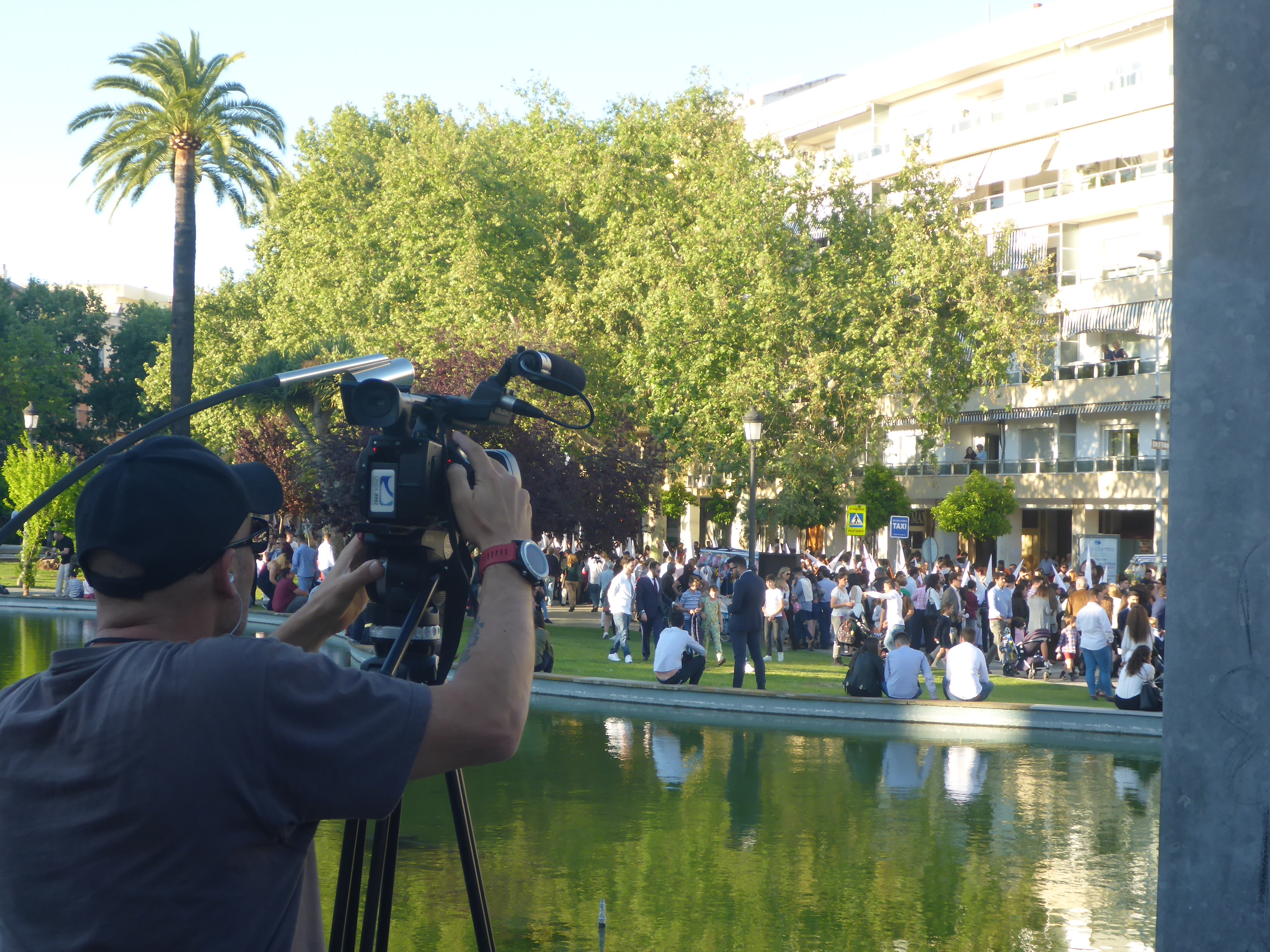
Semana Santa de Jerez

En sus inicios, esta televisión tuvo bastantes problemas para salir al aire, debido principalmente a transgredir la legislación vigente en la época, que prohibía las emisiones televisivas más allá de las concedidas por el Gobierno Central, en aquel momento, tres canales privados, los dos canales estatales y las televisiones autonómicas legisladas (Canal Sur Televisión empezó sus emisiones tan solo dos meses antes que Onda Jerez TV). Sin ir más lejos, tan solo tres días después de que iniciara sus emisiones, el director general de comunicaciones ordenó el cierre de la cadena de televisión y de la sede donde se emitía. A pesar de este expediente, los propios trabajadores desprecintaron tanto la sede como el repetidor de Onda Jerez, para poder seguir realizando sus emisiones. 
De nuevo, el 11 de mayo la Dirección General de Telecomunicaciones precintaría de nuevo la sede, minutos antes de su emisión original de aquel día (20:00 horas). Para evitar no salir al aire, los trabajadores adelantaron aquel día la emisión a las 19 horas. 
A pesar de los sucesivos cierres, Onda Jerez Televisión volvió a salir al aire el día 16 de mayo, pero por otro canal de UHF (Canal 30), con la emisión aquel día de una editorial firmada por los responsables de la emisora, junto a grabaciones realizadas en otras televisiones municipales de la provincia de Sevilla, además de emitir el informativo diario y el partido en diferido que enfrentaría a Xerez CD y Mallorca. Tan solo 48 horas tardaron los responsables gubernamentales en volver a clausurar las emisiones, al desmantelar el centro emisor en el repetidor de la Sierra de San Cristóbal. Finalmente, tras varios rifirrafes entre el gobierno central y el local, las emisiones se restaurarían pocos días después, ya en la sede donde actualmente sigue estando Onda Jerez, en Calle Caballeros.  

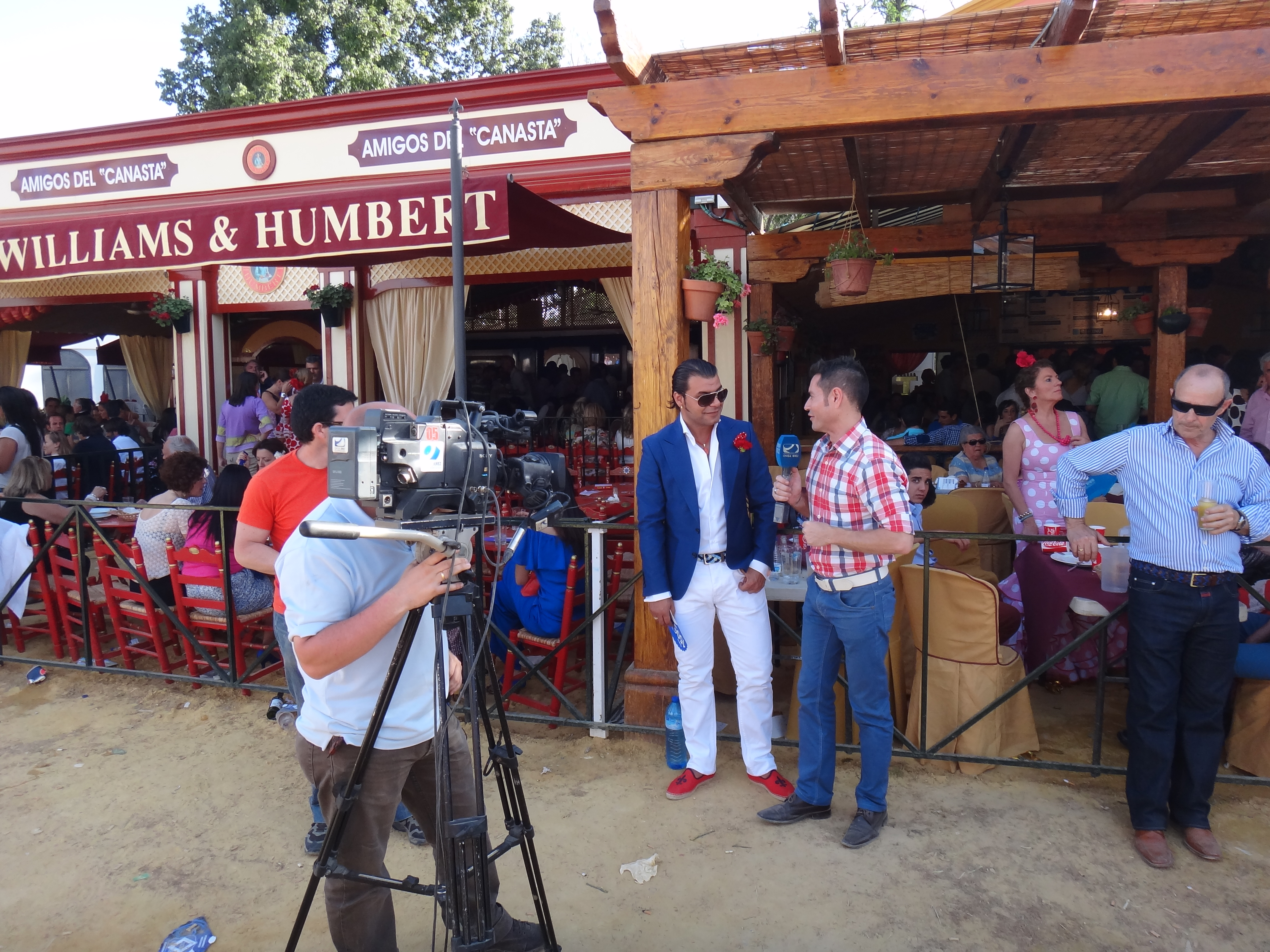
Entrevista en la Feria del Caballo

## Futuro
Onda Jerez RTV mira al futuro con nuevos equipos y preparada para emitir en HD. Tras su reconversión y absorción por el ayuntamiento de Jerez de la Frontera ha pasado a ser un departamento más en el cual se está haciendo un esfuerzo económico para dar a la ciudadanía algo digno de ellos.

## Programación
Onda Jerez TV emite contenidos de interés local (Feria, Semana Santa, etc), tanto informativos, como deportivos, para la ciudad de Jerez de la Frontera, así como programas de la distribuidora Retelsat.

## Directores
- José Antonio Carmona Otero
- Álvaro Moreno
- Vicente Delgado
- Pedro Rollán
- Begoña Rodríguez
- Rocío Tinajero
- Fulgencio Meseguer
- Ana Carrión
- María del Mar Carrasco